# Maso gallicus
Maso gallicus är en spindelart som beskrevs av Simon 1894. Maso gallicus ingår i släktet Maso och familjen täckvävarspindlar. Inga underarter finns listade i Catalogue of Life.